# Русско-польская война (1577—1582)
Ру́сско-по́льская война́ 1577—1582 гг. была завершающей частью Ливонской войны (1558—1583). Войска Речи Посполитой под командованием короля польского и великого князя литовского Стефана Батория успешно действовали против армии Ивана Грозного в борьбе за Задвинское герцогство и Полоцк. Русские войска были вытеснены из Ливонии ещё до заключения Ям-Запольского мира.

## Военные действия
Вступивший при активной поддержке турок (1576) на престол Речи Посполитой Стефан Баторий перешёл в наступление, занял Венден (1578), однако русским удалось взять Оберпаллен и осадить Венден. Русские войска были разбиты под Венденом 21.10.1578 Сапегой и Бойэ. Русские потеряли Полоцк (1579), Сокол, Велиж, Усвят, Великие Луки. Во взятых крепостях поляки и литовцы полностью уничтожали русские гарнизоны. Польские и литовские отряды разоряли Смоленщину, Северскую землю, юго-запад Новгородчины, грабили русские земли вплоть до верховьев Волги. Произведённые ими опустошения напоминали худшие татарские набеги. Литовский воевода Филон Кмита из Орши сжёг в западных русских землях 2000 сел и захватил огромный полон. Литовские магнаты Острожские и Вишневецкие с помощью лёгких конных отрядов разграбили Черниговщину. Конница шляхтича Яна Соломерецкого разорила окрестности Ярославля.
В феврале 1581 литовцы сожгли Старую Руссу.
В 1581 году польско-литовское войско осадило Псков, намереваясь в случае успеха идти на Новгород Великий и Москву.
Ожесточённая оборона Пскова в 1581—1582 гарнизоном и населением города определила более благоприятный исход войны для России: неудача под Псковом заставила Стефана Батория пойти на мирные переговоры.